# 1532 Inari
1532 Inari este un asteroid din centura principală, descoperit pe 16 septembrie 1938, de Yrjö Väisälä.